# Lamprogaster
Lamprogaster är ett släkte av tvåvingar. Lamprogaster ingår i familjen bredmunsflugor.

## Dottertaxa tillLamprogaster, i alfabetisk ordning[1]
- Lamprogaster amitina
- Lamprogaster angusta
- Lamprogaster austeni
- Lamprogaster basalis
- Lamprogaster bicolor
- Lamprogaster celebensis
- Lamprogaster corax
- Lamprogaster corusca
- Lamprogaster costalis
- Lamprogaster decolor
- Lamprogaster elegans
- Lamprogaster excelsa
- Lamprogaster flavihirta
- Lamprogaster flavipennis
- Lamprogaster fulvipes
- Lamprogaster grossa
- Lamprogaster hilaris
- Lamprogaster imperialis
- Lamprogaster indistincta
- Lamprogaster laeta
- Lamprogaster lepida
- Lamprogaster macrocephala
- Lamprogaster maculipennis
- Lamprogaster nigrihirta
- Lamprogaster nigripes
- Lamprogaster nuda
- Lamprogaster obliqua
- Lamprogaster patula
- Lamprogaster placida
- Lamprogaster poecila
- Lamprogaster pumicata
- Lamprogaster quadrilinea
- Lamprogaster relucens
- Lamprogaster rufipes
- Lamprogaster rugifacies
- Lamprogaster severa
- Lamprogaster stenoparia
- Lamprogaster superna
- Lamprogaster taeniata
- Lamprogaster tricauda
- Lamprogaster trisignata
- Lamprogaster vella
- Lamprogaster viola
- Lamprogaster violacea
- Lamprogaster zelotypa